# Cynanchum decorsei
Cynanchum decorsei là một loài thực vật có hoa trong họ La bố ma. Loài này được (Costantin & Gallaud) Liede & Meve mô tả khoa học đầu tiên năm 2001.